# Pseudopanurgus ximenesiae
Pseudopanurgus ximenesiae is een vliesvleugelig insect uit de familie Andrenidae. De wetenschappelijke naam van de soort is voor het eerst geldig gepubliceerd in 1913 door Cockerell.